# Jan de Man Lapidoth
Jan de Man Lapidoth (ur. 16 czerwca 1915 w Moskwie, zm. 11 czerwca 1989 w Brommie) – szwedzki bobsleista, brązowy medalista mistrzostw świata.

## Kariera
Największy sukces w karierze Jan de Man Lapidoth osiągnął w 1953 roku, kiedy wspólnie z Kjellem Holmströmem, Walterem Aronssonem i Nilsem Landgrenem zajął trzecie miejsce w czwórkach podczas mistrzostw świata w Garmisch-Partenkirchen. Był to jednak jego jedyny medal wywalczony na międzynarodowej imprezie tej rangi. W 1952 roku wystartował na igrzyskach olimpijskich w Oslo, zajmując ósme miejsce w dwójkach i szóste w czwórkach. Był też trzynasty w czwórkach na rozgrywanych cztery lata później igrzyskach w Cortina d’Ampezzo.